# 陳化
陳 化（ちん か、生没年不詳）は、中国後漢末期から三国時代の呉にかけての人物。字は元耀。豫州汝南郡の出身。長男は陳熾。

## 生涯
博識で知られ、気幹は剛毅で身長は七尺九寸（約182センチ）、平素より威容があった。
郎中令となって魏に派遣され、交渉の席で曹丕は陳化の言辞を奇とし、使命を終えて帰国の際、曹丕は陳化に特別な恩賞を与えた。孫権は陳化が命を奉じて国を輝かせたとして、陳化を犍為太守に任命し官属を置いた。225年、顧雍に代わる太常に遷り、尚書令を兼ねた。色を正して朝堂に立ち、子弟に命じて荘園経営を廃止して営利活動を絶やし、官の廩禄を仰いで百姓と利を争わぬようさせた。
また妻の早世した後も再婚することはなかった。初めは壮年のため、孫権は陳化に孫氏の女子を後妻として迎えさせるつもりだったが、陳化は病気を理由に固辞して受けなかった。孫権は陳化の節操さを察知し、この願いを認めた。
70余歳のときに引退を奏上し、居住地である章安に帰り、家で死去したという。